# Kreyenbrück

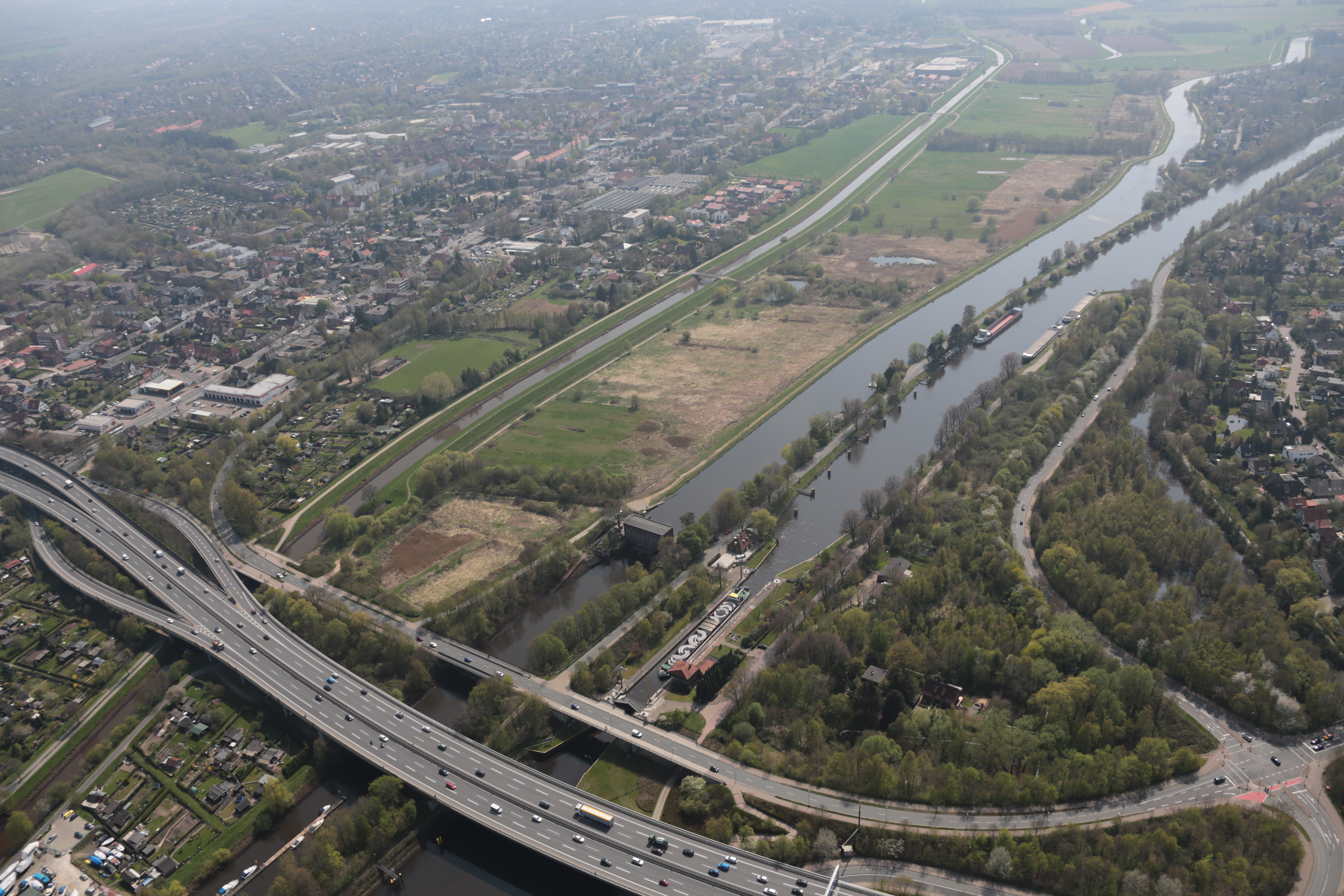
Kreyenbrück (im Bild links oben)

Kreyenbrück ist ein Stadtteil der niedersächsischen Großstadt Oldenburg (Oldb).

## Namensherkunft
Kreyenbrück hat seinen Namen von der Familie Kreye, die um 1630 an der heutigen „Kreyenbrücke“ zwischen Osternburg und Tungeln (L 870) wohnte. Die Kreyenbrücke überquerte seinerzeit an dieser Stelle die Hunte, heute den Osternburger Kanal mit dem Bümmersteder Fleth. Zuvor hieß die Brücke „Klusbrücke“, so genannt nach einem Klausner, der hier ein Einsiedlerdasein führte.

## Struktur des Stadtteils
Durch Kreyenbrück führt die Cloppenburger Straße, die meistbefahrene Straße Oldenburgs. Entlang der Klingenbergstraße finden sich Siedlungsgebiete, die größtenteils aus Einfamilienhäusern bestehen. Das größte Krankenhaus der Stadt, das Klinikum Oldenburg, befindet sich ebenso in Kreyenbrück wie die Justizvollzugsanstalt Oldenburg. Der Klingenbergplatz ist Kern und zugleich Marktplatz des Stadtteils. Das Elisabeth-Kinderkrankenhaus an der Cloppenburger Straße mit dem zugehörigen Schwesternwohnheim wurde abgerissen; der Neubau entstand auf dem Gelände des Klinikums an der Straße An den Voßbergen. Das Elisabeth-Kinderkrankenhaus ist nunmehr Universitätsklinik und als solche im Klinikum integriert.
Insbesondere der Norden Kreyenbrücks um die Voßberge und die Cloppenburger Straße gilt als der Stadtteil mit den größten sozialen Problemen in Oldenburg. So wird diese Gegend laut einer Resolution des Sanierungsbeirates Kreyenbrück-Nord von 2011 als Gebiet beschrieben, in dem viele Menschen leben, die „nur über ein unterdurchschnittliches Einkommen verfügen.“ Zudem wird im selben Dokument darauf verwiesen, dass zahlreiche Familien mit Migrationshintergrund in Kreyenbrück leben, deren soziale Integration als „sehr unterschiedlich“ beschrieben wird. Der Rat der Stadt Oldenburg beschloss 2013 für das „Sanierungsgebiet Kreyenbrück-Nord“ einen Sanierungsplan.

## Religion
In Kreyenbrück gibt es die katholische Sankt Michaelkirche an der Klingenbergstraße mit einem 37 Meter hohen Glockenturm. Bei der evangelisch-lutherischen Sankt Johanniskirche an der Pasteurstraße Ecke An den Voßbergen aus dem Jahr 1960 steht neben dem Gemeindehaus ein Kindergarten.

## Verkehrsanbindung

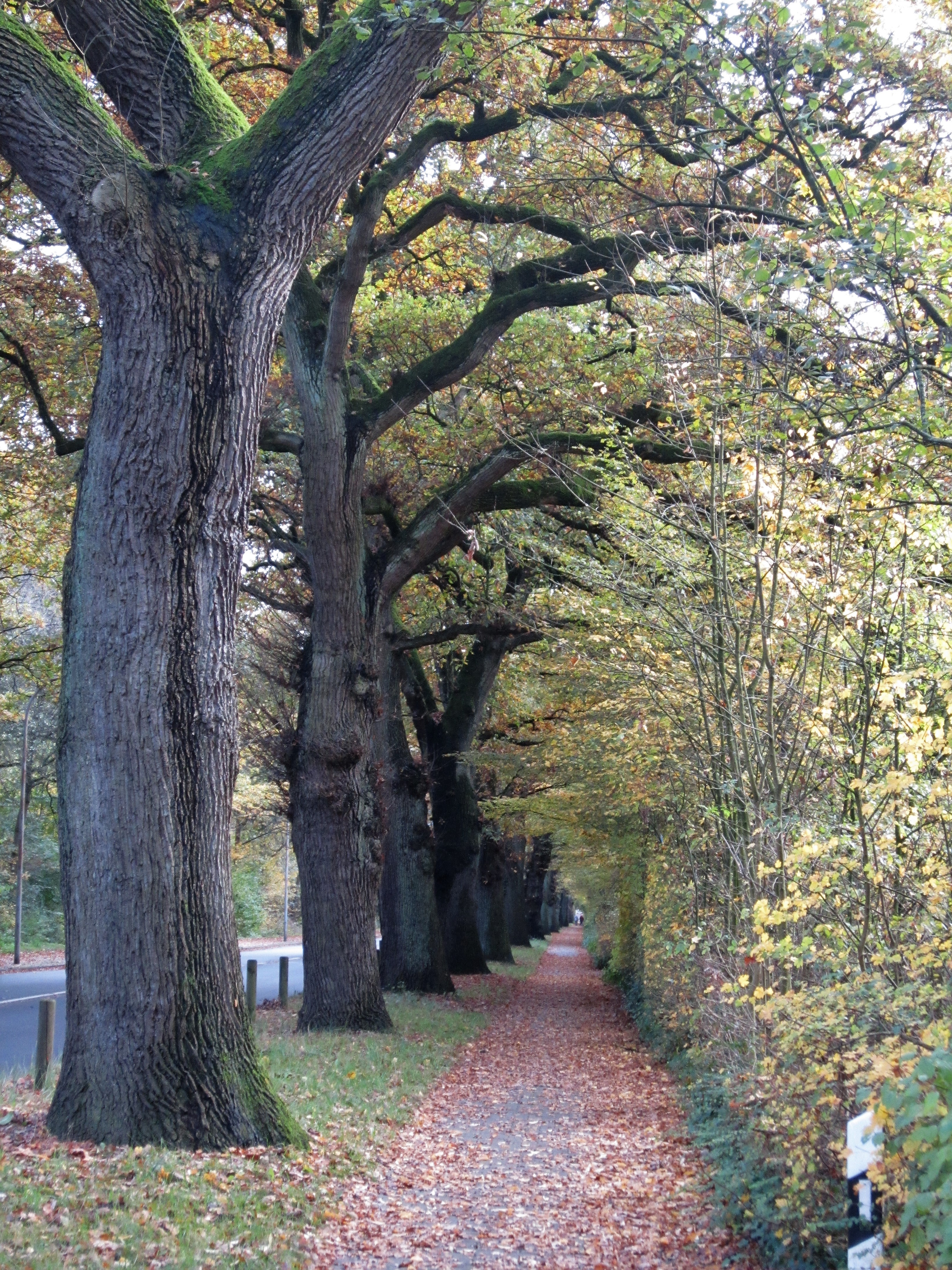
Autobahnzubringer Sandkruger Straße mit Radweg

Kreyenbrück kann mit dem Auto sowohl von der Anschlussstelle Oldenburg-Kreyenbrück der A 28 als auch von der Anschlussstelle Sandkrug der A 29 aus erreicht werden.
Die Busanbindung Kreyenbrücks wird entlang der Straße An den Voßbergen durch die Buslinien 311 und  321 der Oldenburger Verkehr und Wasser GmbH sichergestellt. Die Siedlungsgebiete entlang der Klingenbergstraße, der Max-Beckmann-Straße und des Meerwegs erhalten mit diesen Linien eine Verbindung in die Oldenburger Innenstadt. Die Haltestellen entlang der Cloppenburger Straße werden zudem von den Buslinien 280 (Wardenburg), 304 (Bümmerstede), 320 (Wardenburg), 325 und 315 angefahren, die über Sandkrug (Hatten) weit über die Stadtgrenze hinaus nach Hatterwüsting reichen.